# Tsuneo Suzuki

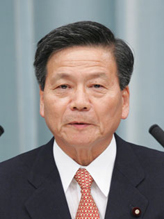
Tsuneo Suzuki, 2008

Tsuneo Suzuki (jap. 鈴木 恒夫, Suzuki Tsuneo; * 10. Februar 1941 in Yokohama) ist ein ehemaliger japanischer Politiker. Für die Liberaldemokratische Partei (LDP) war er von 1986 bis 2009 mit Unterbrechung Abgeordneter des Shūgiin, des Unterhauses, und 2008 Minister für Bildung, Sport, Wissenschaft und Technologie. Innerhalb der LDP gehörte er zur Asō-Faktion.

## Leben
Nach seinem Studienabschluss an der Waseda-Universität 1963 arbeitete Suzuki 15 Jahre lang in der Redaktion Politik der Mainichi Shimbun. 1977 wurde er Sekretär des Shūgiin-Abgeordneten und Vorsitzenden des Neuen Liberalen Klubs Yōhei Kōno. 1983 kandidierte Suzuki im 1. Wahlkreis Kanagawa erstmals selbst für das Shūgiin, wurde aber nicht gewählt. Anschließend wurde er Sekretär von Innenminister Tagawa Seiichi; nach dessen Abberufung kehrte Suzuki 1984 auf seine alte Position bei Kōno zurück.
Bei der Shūgiin-Wahl 1986 kandidierte Suzuki erneut und wurde diesmal gewählt. Nach der Auflösung des Neuen Liberalen Klubs nach der Wahl trat er der LDP bei. 1990 wiedergewählt wurde Suzuki 1992 parlamentarischer Staatssekretär (seimujikan) im Bildungsministerium. 1993 verlor er seinen Parlamentssitz und arbeitete fortan im Sekretariat des Parteivorsitzenden Yōhei Kōno.
Infolge der Wahlrechtsreform von 1994 trat Suzuki bei der Shūgiin-Wahl 1996 nun im Einzelwahlkreis Kanagawa 7 an, der die Stadtbezirke Tsuzuki und Kōhoku, seinen Heimatbezirk, umfasst, und gewann mit 75.599 der rund 223.000 Stimmen. Dort wurde er seither zweimal wiedergewählt – 2003 verlor er mit 93 zu 96 Tausend Stimmen knapp gegen Nobuhiko Sutō (Demokratische Partei) und kam nur über den Verhältniswahlblock Süd-Kantō ins Parlament.
Nach seinem Wiedereinzug ins Shūgiin wurde Suzuki 1996 parlamentarischer Staatssekretär in der Umweltbehörde; dort beteiligte er sich maßgeblich an der Einführung eines Programms zur Umwelterziehung. 1999 schloss er sich der Kōno-Gruppe an, im Oktober desselben Jahres wurde er Vorsitzender des Ausschusses für Bildung und Kultur, 2000 dann für einige Monate erneut parlamentarischer Staatssekretär. Danach erhielt er auch bedeutendere Funktionen in der LDP und war unter anderem stellvertretender Vorsitzender des PARC (Policy Affairs Research Council) und des Komitees für Parlamentsangelegenheiten (kokkai taisaku iinkai). Bei den Wahlen zum Parteivorsitz 2006 um die Nachfolge von Premierminister Jun’ichirō Koizumi leitete er den Wahlkampf für Tarō Asō. Danach beteiligte er sich im Dezember an der Gründung der Asō-Faktion.
Bei der Kabinettsumbildung im August 2008 ernannte Premierminister Yasuo Fukuda Suzuki als Nachfolger von Kisaburō Tokai zum Bildungsminister. Im September 2008 ersetzte ihn Tarō Asō durch Ryū Shionoya.
Zur Shūgiin-Wahl 2009 kündigte Suzuki seinen Rückzug aus der Politik an. Seinen Wahlkreis verlor sein designierter Nachfolger Keisuke Suzuki (Asō-Faktion) an die Demokratische Partei.